# Sant'Elia Fiumerapido
Sant'Elia Fiumerapido es un municipio italiano situado en la provincia de Frosinone, en el Lacio. Tiene una población estimada, a fines de enero de 2025, de 5590 habitantes.

## Evolución demográfica
| Gráfica de evolución demográfica de Sant'Elia Fiumerapido entre 1861 y 2025 |
|                                                                             |
| Fuente: ISTAT - Elaboración gráfica de Wikipedia                            |